# Los Pinzanes
Los Pinzanes är en ort i Mexiko.   Den ligger i kommunen Tuzantla och delstaten Michoacán de Ocampo, i den södra delen av landet, 150 km väster om huvudstaden Mexico City. Los Pinzanes ligger 688 meter över havet och antalet invånare är 180.
Terrängen runt Los Pinzanes är huvudsakligen kuperad. Los Pinzanes ligger nere i en dal. Runt Los Pinzanes är det ganska glesbefolkat, med 24 invånare per kvadratkilometer. Närmaste större samhälle är Tuzantla, 5,8 km sydväst om Los Pinzanes. I omgivningarna runt Los Pinzanes växer huvudsakligen savannskog.